# Iodes usambarensis
Iodes usambarensis är en tvåhjärtbladig växtart som beskrevs av Herman Otto Sleumer. Iodes usambarensis ingår i släktet Iodes och familjen Icacinaceae. Inga underarter finns listade i Catalogue of Life.